# Kvassay híd megállóhely
A Kvassay híd egy ideiglenes budapesti HÉV-megállóhely volt a Csepel-sziget északi csücskében, melyet a MÁV-HÉV Helyiérdekű Vasút Zrt. (MÁV-HÉV) üzemeltetett a H7-es HÉV Kvassay hídjának felújítása idején 2020. június 22-étől 2021. augusztus 9-éig ideiglenes végállomásként.

## Története

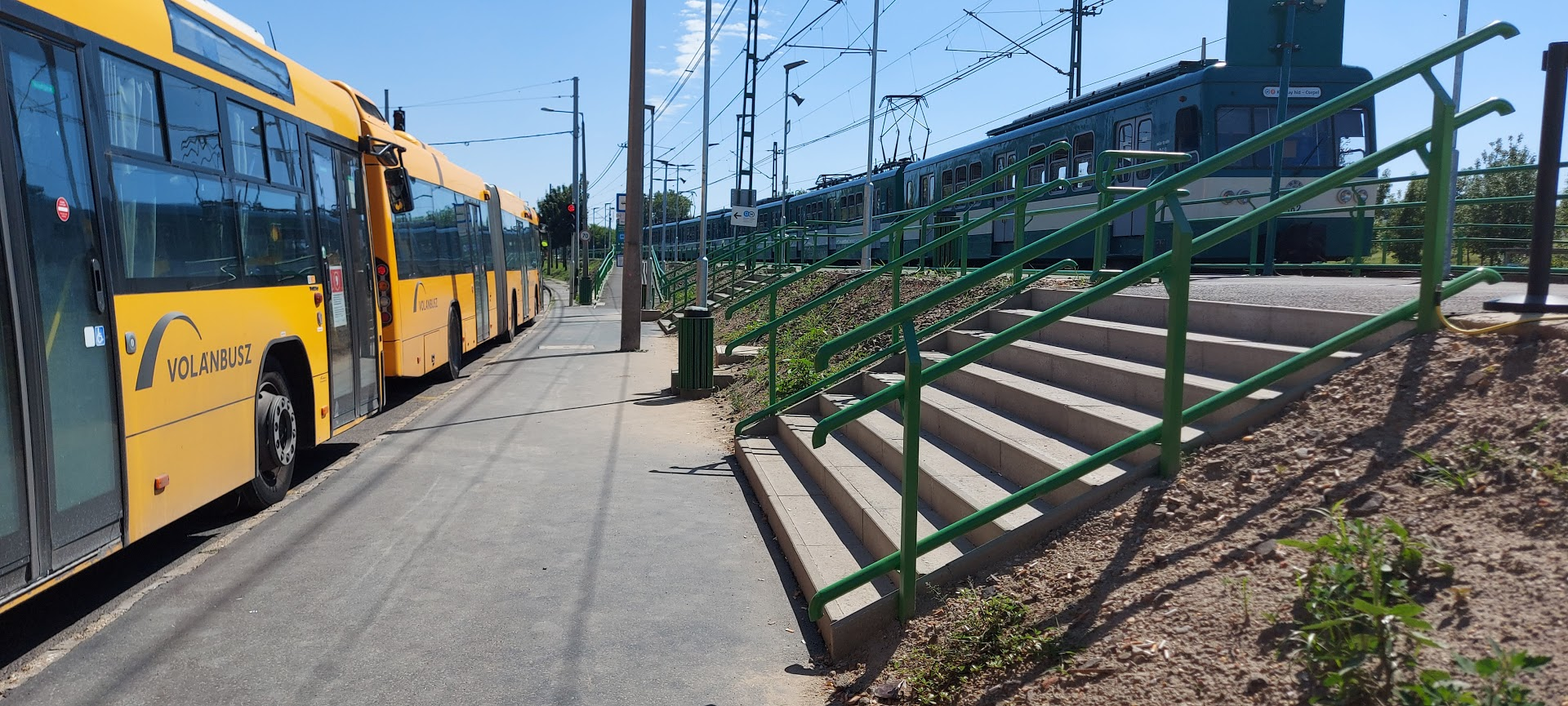
Átszállóhely a pótlóbusz felé

A hídfelújítást megelőzően, 2020 júniusában építették meg, és 22-én adták át. A létesítmény egy vágányos, kétoldali peronokkal, ideiglenes jellegét erősíti, hogy emiatt az egyik peron a másik, átmenetileg forgalomból kivont HÉV-vágányra épült, elősegítve a gyors utascserét a HÉV-pótló buszok megállója felé. A személyzeti helyiségek is ideiglenes konténerépületekben lettek kialakítva.
Eredetileg a Kvassay híd 2020 év végi felújításáig üzemeltették volna, ami be is fejeződött, de a Nemzeti Atlétikai Stadion építése miatt újabb fél évvel meghosszabbítottak a használatát, miután a létesítmény bevezető útjait a HÉV vágányok töltéseinek megbontásával lehet csak kialakítani. A stadion építésének koordinálásával egy időközben létrejött újabb szervezetet bíztak meg, emiatt csúszott meg az építkezés. 2021. augusztus 9-én, a stadion bevezető útjainak befejezése után, az állomás megszűnt, majd a hónap végéig elbontották.
Érdekesség, hogy az 1950-es évek folyamán ugyanitt létesült volna Kikötői felső néven HÉV-megálló, azonban miután elmaradt a Szabadkikötő északi részének fejlesztése is, a tervet elvetették.

## Forgalom
| Járat | Útvonal                                                                      | Gyakoriság      |
| ----- | ---------------------------------------------------------------------------- | --------------- |
|       | Kvassay híd ↔ Szabadkikötő ↔ Szent Imre tér ↔ Karácsony Sándor utca ↔ Csepel | 6-15 percenként |
| H7    | Boráros tér H ↔ Müpa – Nemzeti Színház H ↔ Közvágóhíd H ↔ Kvassay híd H      | 1-5 percenként  |